# بانگ یه دام
بانگ یه دام (انگلیسی: Bang Ye-dam؛ زادهٔ ۷ مهٔ ۲۰۰۲) خوانندل اهل کره جنوبی است.